# Rendon
Rendon és una concentració de població designada pel cens dels Estats Units a l'estat de Texas. Segons el cens del 2000 tenia 9.022 habitants.

## Demografia
Segons el cens del 2000, Rendon tenia 9.022 habitants, 3.221 habitatges, i 2.576 famílies. La densitat de població era de 140,7 habitants/km².
Dels 3.221 habitatges en un 34,4% hi vivien nens de menys de 18 anys, en un 67,6% hi vivien parelles casades, en un 8,5% dones solteres, i en un 20% no eren unitats familiars. En el 16,1% dels habitatges hi vivien persones soles el 5,9% de les quals corresponia a persones de 65 anys o més que vivien soles. El nombre mitjà de persones vivint en cada habitatge era de 2,8 i el nombre mitjà de persones que vivien en cada família era de 3,12.
Per edats la població es repartia de la següent manera: un 26,4% tenia menys de 18 anys, un 6,8% entre 18 i 24, un 28,1% entre 25 i 44, un 27,8% de 45 a 60 i un 10,8% 65 anys o més.
L'edat mediana era de 39 anys. Per cada 100 dones de 18 o més anys hi havia 99 homes.
La renda mediana per habitatge era de 51.065 $ i la renda mediana per família de 57.238 $. Els homes tenien una renda mediana de 38.789 $ mentre que les dones 25.771 $. La renda per capita de la població era de 22.121 $. Aproximadament el 6,3% de les famílies i el 8,3% de la població estaven per davall del llindar de pobresa.

## Poblacions més properes
El següent diagrama mostra les poblacions més properes.